# Inti-Illimani i Sverige
Inti-Illimani i Sverige è una raccolta del gruppo musicale cileno Inti-Illimani, pubblicata nel 1980.

## Descrizione
Il disco raccoglie tracce del periodo 1971-1980 ed è stato prodotto per il mercato svedese dalla Metronome con numero di catalogo MLP 15.667.
L'antologia è stata pubblicata nel 1980 in occasione di una serie di concerti in Svezia degli Inti-Illimani. La raccolta contiene undici brani già pubblicati più un inedito eseguito con la voce solista della cantante finlandese Arja Saijonmaa, molto nota in Svezia, con la quale avevano realizzato l'anno prima l'album Jag vill tacka livet.

## Tracce
1. El aparecido (V.Jara)
2. Ramis (trad. peruviano)
3. Minnet och tystnaden (E.Taube) (inedito, con Arja Saijonmaa alla voce)
4. Run Run se fue pa'l norte (V.Parra)
5. El arado (V.Jara)
6. Sensemayá, canto para matar una culebra (H.Salinas - N.Guillén)
7. Alturas (H.Salinas)
8. Vuelvo (H.Salinas - P.Manns)
9. Arriba quemando el sol (V.Parra)
10. Samba landó (J.Seves - H.Salinas - P.Manns)
11. Polo doliente (J.Seves - A.Nazoa)
12. Tatati (H.Salinas)

## Formazione
- Arja Saijonmaa
- Max Berrú
- Jorge Coulón
- Marcelo Coulon
- Horacio Duran
- Horacio Salinas
- Josè Seves